# Вязовченко Олег Юрійович

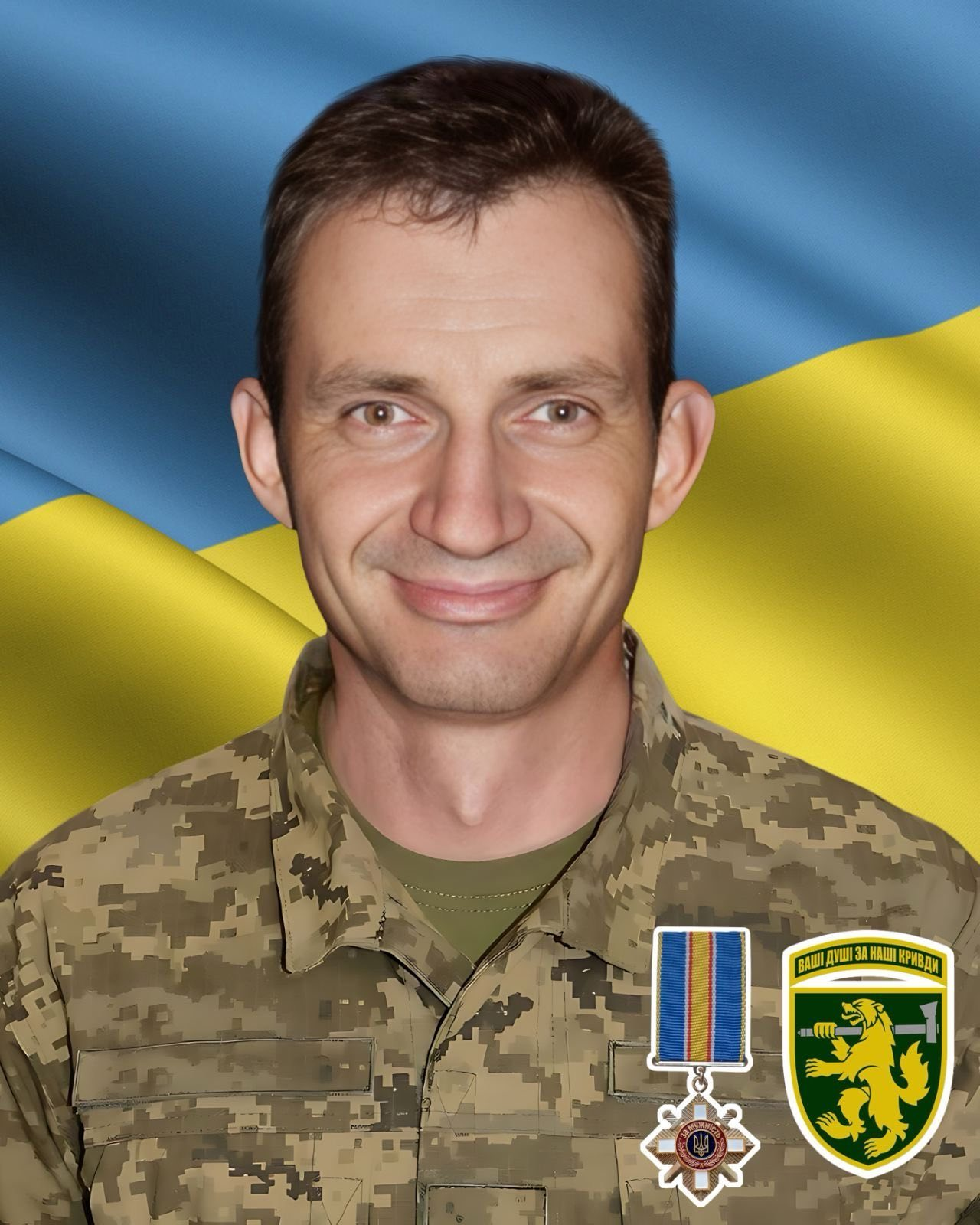

Оле́г Ю́рійович Вязо́вченко (25 грудня 1969, Івано-Франківськ — 24 квітня 2022, Павлівка) — старший лейтенант, заступник командира роти.

## Життєпис
Народився 25 грудня 1969 року у місті Івано-Франківськ в родині військовиків.
Навчався в Івано-Франківській ЗОШ № 9. Дуже полюбляв справедливих та чесних людей, бо сам старався нікого не образити. Був старостою класу. Після закінчення школи, поступив до Івано-Франківського національного технічного університету нафти та газу.
Згодом, продовжуючи родинну династію військовиків, поступив до Сімферопольського вищого військово-політичного будівельного училища, по закінченню якого служив у одній із військових частин Івано-Франківська.
Залишивши військову службу, почав займатися комерційною діяльністю, згодом ремонтно-будівельними роботами.
Неймовірно любив Україну, наш край. Любив гори, подолав не одну вершину, захоплювався історією, любив займатися польовими розкопками.
З початком війни добровольцем пішов захищати Україну у званні старшого лейтенанта. Його зразу призначили заступником командира роти з озброєння.
24 квітня 2022 року, виконуючи бойове завдання з захисту Батьківщини, внаслідок ворожого мінометного обстрілу в Павлівці героїчно загинув. Похований на міському кладовищі Чукалівки на Алеї Героїв. 17 лютого 2023 року на фасаді Центру патріотичного виховання молоді в місті Івано-Франківську відкрили памʼятну дошку загиблому герою.

## Родина
Залишилися дружина Тетяна, доньки Світлана та Ольга, а також батько Юрій.

## Нагороди
- Орден за мужність III ступеня
- відзнака міського голови «За честь і звитягу» та звання «Почесний громадянин Івано-Франківська» (посмертно).
- Медаль “За заслуги перед Прикарпаттям”http://uht.org.ua/forum/viewtopic.php?f=60&t=609